# Budynek grodu starościńskiego w Bieczu
Budynek grodu starościńskiego w Bieczu (także: budynek wójtowski, zamek starościński, gród starościński) – budynek wzniesiony na początku XVI w. pierwotnie jako siedziba wójta Biecza. W 1641 zamieniony na zamek stanowiący siedzibę starosty oraz sądu grodzkiego. W latach 1667–1676 urzędował w nim jeden z głównych twórców barokowych w Polsce, Wacław Potocki. Po 1783 budynek popadł w ruinę. Nazwa gród starościński mocą żywej tradycji przetrwała jednak do dziś.

## Historia budynku

### Początki budowli
Gmach wójtowski został wzniesiony na przełomie XV i XVI wieku, kiedy miasto było już gruntownie zabudowane. Działały już wówczas wszystkie instytucje związane z funkcjonowaniem komuny miejskiej. Biecz jako stolica powiatu bieckiego spełniał także ważną funkcję administracyjną, wojskową i sądowniczą. Aby poszczególne jednostki organizacyjne miejskie i powiatowe mogły sprawnie funkcjonować, konieczna była odpowiednia, nowa siedziba dla lokalnych władz. Ważnym czynnikiem wpływającym na charakter inwestycji była funkcja obronna Biecza. Miasto leżąc przy granicach kraju było narażone na ataki wrogich państw. Gmachy o charakterze publicznym musiały mieć więc zapewnione bezpieczeństwo, starano się je budować w obrębie murów miejskich.
Historia tego budynku zaczyna się w 1500, gdy mieszczanin Mikołaj Ozanek rozpoczął jego budowę. W 1501 król Jan Olbracht pozwolił ówczesnemu staroście bieckiemu Jakubowi Siekluckiemu wykupić wójtostwo bieckie od Erazma Szczepanowskiego. Następca Olbrachta, Aleksander Jagiellończyk w 1503 zatwierdził akt poprzednika i równocześnie zaświadczył, że rajcy bieccy: Walentyn Chodorek, Jan Młynarz i Jan Necz, oraz kilku mieszczan zawarli w imieniu wszystkich rajców bieckich umowę z Jakubem Siekluckim w sprawie czynszu z domu, który Jakub zakupił za zgodą króla od Mikołaja Ozanka i zamienił na siedzibę wójtostwa.

### Budynek jako siedziba administracji bieckiej
Dom zakupiony od Ozanka okazał się niewystarczający na siedzibę wójtostwa, więc zdecydowano się go rozbudować, kosztem jednego z zajętych domostw. Do rozbudowy król pozwolił wykorzystać kamienie, cegły i różne odłamki ze zniszczonego w 1475 r. pierwszego zamku bieckiego. Po rozbudowie król Aleksander zapisał 200 grzywien na to wójtostwo i dom wójtowski.
W 1531 doszło do poważnego konfliktu. Posesorka wójtostwa skarżyła się m.in. że rajcy bieccy zniszczyli ganek zbudowany przez mur miejski z domu wójtowskiego, który według nich powodował ciągłe nanoszenie brudów na mury miejskie. Rajcy natomiast oskarżali posesorkę o zajęcie trzech parcel domów mieszczańskich na swój użytek i zbudowaniu na nich dworu wójtowskiego. Taka błahostka spowodowała konflikt między rajcami a mieszczaństwem. W myśl sądu postanowiono więc, że sądy powinny się odbywać nie w dworze wójtowskim, ale w ratuszu. Odnośnie do zniszczonego ganku postanowiono, aby posesorka sama go odbudowała w taki sposób, by nieczystości nie niszczyły murów miejskich.

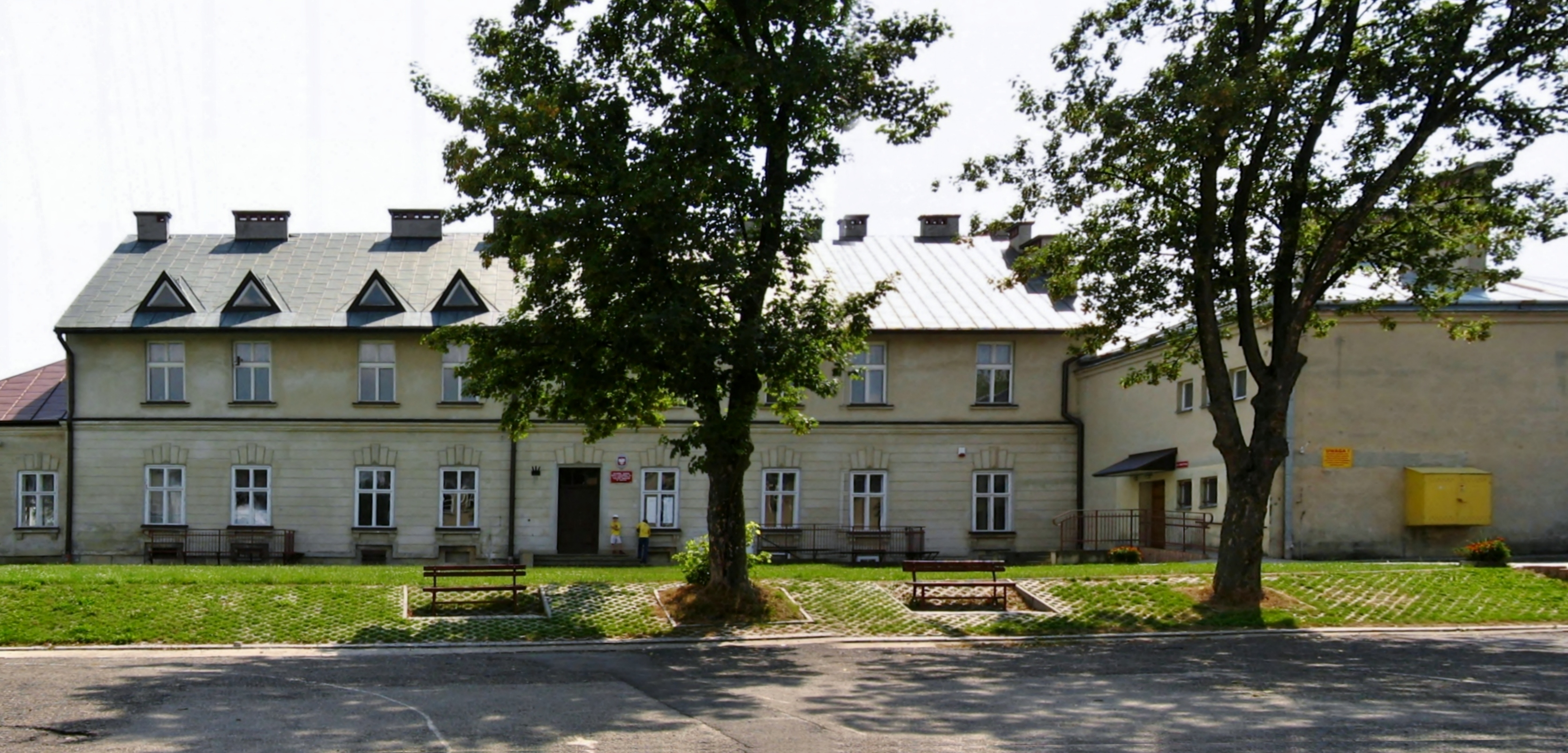
Budynek grodu starościńskiego

Ostatnim wójtem dziedzicznym wójtostwa bieckiego była Agnieszka Beata z Tenczyna. Między 1532 a 1537 wójtostwo bieckie zostało wykupione przez króla i włączone do starostwa bieckiego. Odtąd kompetencje przysługujące wójtowi dziedzicznemu stawiania jednego kandydata na rajcę oraz mianowania wójta sądowego i ławników przeszły na króla. W jego imieniu czynności tych dokonywali starostowie. Natomiast majątkiem należącym do wójtostwa dziedzicznego, także w imieniu króla dysponowali starostowie. Gmach wójtowski nie był już siedzibą administracji, gdyż starostwo urzędowało w zamku, który znajdował się tuż na wschód od miasta, tam, gdzie obecnie jest klasztor franciszkański.
W 1562 Jan Tarło, starosta pilzneński, będący w tym czasie tenutariuszem wójtostwa w Bieczu, zastawił je za 3300 czerwonych złotych staroście bieckiemu Mikołajowi Ligęzie. W umowie zawartej dopiero w 1575 Tarło zobowiązał Ligęzę, aby „wystarał się o list królewski na złączenie wójtostwa bieckiego z domem (...) od miasta kupionym dla wójtostwa”. Wójtostwo prawdopodobnie spoczywało w rękach Ligęzy aż do 1603, kiedy to Zygmunt III Waza pozwolił wykupić sukcesorowi Mikołaja, Mikołajowi Spytkowi Ligęzie starostwo i wójtostwo bieckie. Kolejnymi właścicielami wójtostwa byli następujący po sobie starostowie.
W pierwszej połowie XVII wieku do Biecza sprowadzono konwent reformatów. Byli oni początkowo osadzeni w drewnianym kościele św. Jakuba, jednak ze względu na podmokły i narażony na wylewy rzeki Ropy teren, Reformaci prosili o nowe lokum. Postanowiono przekazać zakonnikom zamek, a starostwo przenieść do budynku wójtowskiego. Na decyzję złożyły się na nie tylko starania zakonników, bowiem zamiana siedziby leżała także w interesie starostwa. Zamek znajdował się poza murami miasta, a w obrębie murów księgi byłyby bezpieczniejsze. Dzięki pomocy starosty bieckiego, Jana Wielopolskiego, sprawę poruszono w czasie sejmiku w Proszowicach. 25 sierpnia 1639 zapadła tam decyzja, aby ze względu na bezpieczeństwo ksiąg grodzkich i ziemskich przenieść siedzibę starostwa.
„Pomienione księgi grodzkie i ziemskie bieckie do miasta Biecza na wójtostwo z grodu teraźniejszego przeniesione były, które wójtostwo na zamek i gród obieramy na czasy wieczne, aby sądy grodzkie staroście, roki i kwerele tamże odprawiały się. Uchwalamy na wymurowanie sklepu i dla chowania ksiąg, i izby dla odprawowania sądów grodzkich starościch, pozwalamy pobór jeden łanowy z szosem z miast i miasteczek dupla powiatu naszego bieckiego, a ten podatek pomieniony pan poborca wybrawszy na wystawienie sklepu i sądowej izby i inszych potrzebnych gmachów obrócić ma...„
Sejm uchwałę sejmiku zatwierdził jeszcze w 1639. Szybko przystąpiono do przebudowy obydwu budynków. W 1642 reformaci przenieśli się do nowego klasztoru, przebudowanego z zamku starościńskiego. Siedzibę starostwa przeniesiono zaś w obręb miasta, do gmachu wójtowskiego. Odtąd budynek, nazywany już grodem starościńskim, był siedzibą starostwa bieckiego.
Dokładną lokalizację zamku starościńskiego ukazuje sztych dzieła Georga Brauna i Franza Hogenberga z 1617 r. Na sztychu opatrzony jest on numerem 7 i opisany jako Advocatio (z łac. wójtostwo). Od strony południowej przylegają do niego mury obronne, a od wschodu baszta.
W latach 1667–1676 podstarościm bieckim był jeden z głównych twórców barokowych w Polsce, urodzony w pobliskiej wsi Wola Łużańska, Wacław Potocki. Przez pewien czas pełnił także funkcję sędziego grodzkiego. Podczas pobytu w Bieczu stworzył swoje najbardziej znane dzieła, m.in. Argenidę oraz Transakcję wojny chocimskiej. W 1966 dla upamiętnienia jego działalności wmurowano pamiątkową tablicę na budynku zamku starościńskiego.

### Budynek w czasie zaborów
Kres świetności miasta nastąpił wraz z I rozbiorem Polski, kiedy Biecz znalazł się w zaborze austriackim. Regres znaczenia miejscowości wynikał głównie z dokonanych przez zaborcę zmian administracyjnych. W 1783 nastąpiła likwidacja powiatu bieckiego. W 1784 wszystkie księgi grodzkie przeniesiono do archiwum bernardyńskiego we Lwowie. W 1776 Habsburgowie sprzedali miasto rodzinie Siemieńskich, na skutek czego utraciło ono status królewski. W 1783, w związku z wprowadzeniem przez zaborcę nowego podziału administracyjnego, zlikwidowano sądownictwo grodzkie. Gród starościński nie spełniał już swoich funkcji i podobnie jak całe miasto został oddany w ręce Siemieńskich. W 1789 Siemieński zapisał swoje dobra dziedziczne i wójtostwo bieckie będące w zastawie swojemu synowi.
Nie wiadomo, dlaczego gród starościński popadł w ruinę w pierwszej połowie XIX w. Być może został wyłączony z dóbr Siemieńskich jako obiekt administracji i sądownictwa państwowego. W tym czasie, w okresie upadku miasta, po prostu niepotrzebne było wykorzystywanie tego budynku.
Nieznana jest także dokładna data rozpoczęcia remontu budynku. Jeszcze w 1878 gród był ruiną. Filip Szreniawski w jednym ze swoich wierszy w 1887 napisał:

Pamiątki praojców giną,
mało z nich co pozostało,
i dom grodowy ruiną,
pozostał byłby za mało.
Lecz zjawił się mąż szlachetny,
zapłakał nad losem Biecza,
grodowi nadał blask świetny,
chwalebny czyn go zaszczyca...

Tym szlachetnym mężem był Stanisław Znamierowski.
Na jednej z cegieł wmurowanej w gród znajduje się data 1881. Można więc wnioskować, że zamek był remontowany w latach 1881–1887.

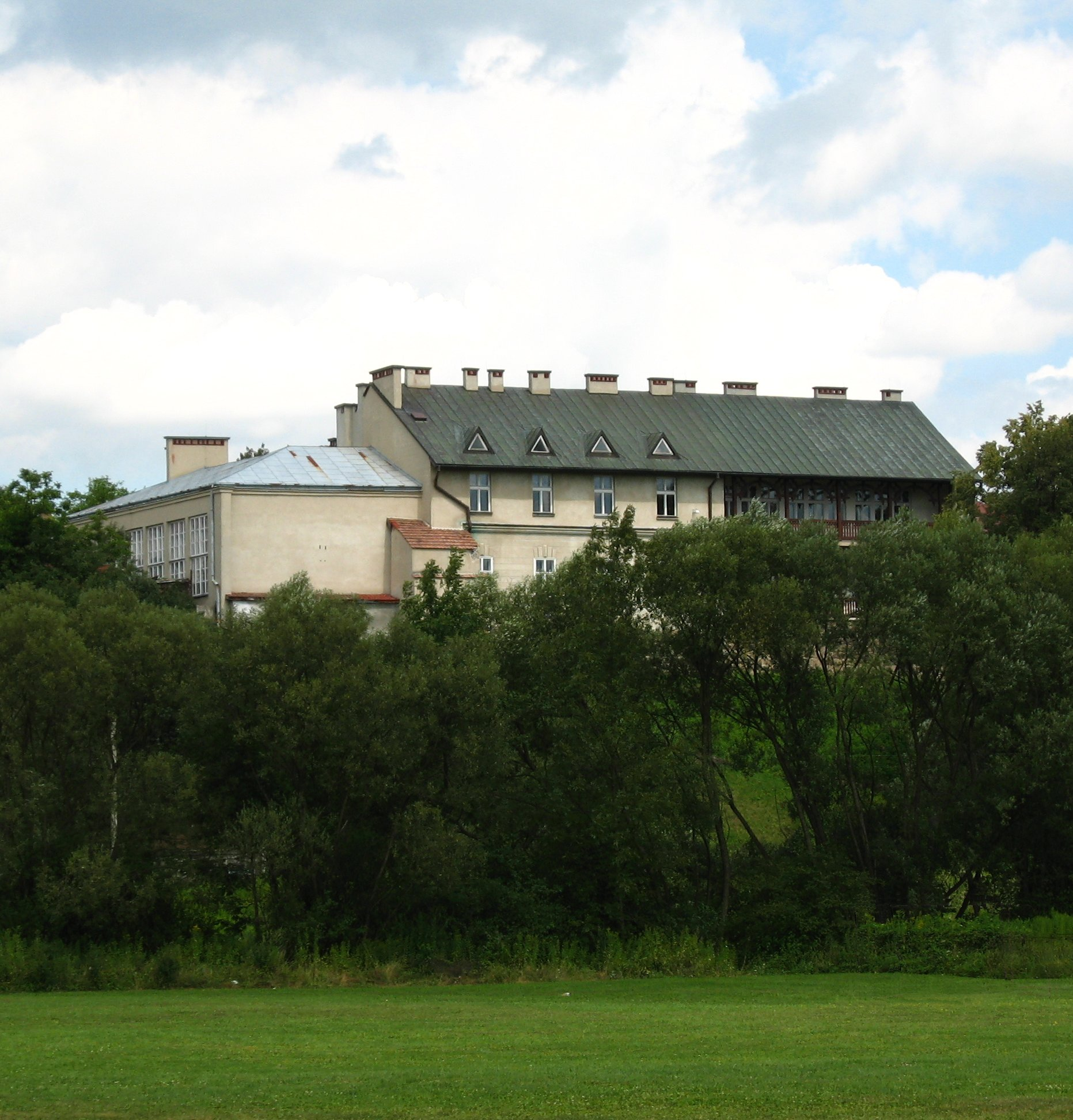
Gród, widok od południa

### Budynek w XX wieku
Po konserwacji gród zamieszkany był przez rejenta Stanisława Znamierowskiego, a później przez rejenta Stefana Meusa. Po nim w latach 1907–1912 mieszkali tam Gabriel Orzakiewicz i Bolesław Gawroński. Następnie w latach 1912–1922 mieszkał tam Jan Glück, a jego żona – do 1933. Później mieszkał tam najprawdopodobniej Izydor Spirer oraz dr Woźniak. Od 1929 do końca okupacji hitlerowskiej mieszkał tu dr Roman Soczyński, lekarz miejski.
Po wojnie budynek został przekazany władzom szkolnym. Powstało tu gimnazjum i liceum. Niedługo później liceum przeniesiono do wyremontowanego budynku dawnej bożnicy, a gród pełnił funkcję internatu dla dziewcząt. Z chwilą wybudowania nowego internatu przy liceum, w styczniu 1981 budynek grodu oddano do użytku Gminnej Szkoły Zbiorczej w Bieczu, która po dokonaniu niezbędnego remontu, przeznaczyła obiekt na sale lekcyjne.
Po kilku latach władze szkoły rozpoczęły starania o dobudowanie piętra. Miało to zarówno upodobnić wygląd budynku do tego ze XVII-wiecznego sztychu Hogenberga, jak i pomóc w rozwoju szkoły. Prace rozpoczęto jesienią 1986, a zakończono je w 1991. Prócz piętra została dobudowana sala gimnastyczna.
Podczas prac przy budowie fundamentów sali gimnastycznej w 1990 odkryto w starej studzience ponad 20 naczyń i dzbanów, datowanych na XIV wiek. Cztery lata później znaleziono także liczne fragmenty gotyckich i renesansowych kafli.
Po powstaniu Zespołu Szkół nr 1 w Bieczu w 2002 budynek grodu starościńskiego został przekazany do użytku gimnazjum nr 1 w Bieczu.

## Wygląd budynku na przestrzeni wieków

Sztych Georga Brauna i Franza Hogenberga z 1617

Pierwszym źródłem informacji o wyglądzie zamku jest sztych z dzieła Georga Brauna i Franza Hogenberga z 1617. Sztych ukazuje dwupiętrowy budynek ze stromym dachem. Na sztychu budynek zamku przylega do murów obronnych od strony południowej, od wschodu zaś przylega do niego baszta.
W 1765 obiekt już był w złym stanie. Lustratorzy królewscy tak opisali ówczesny budynek:
„Tenże zamek dachem nowym okryty, który przed nakryciem w wielką ruinę poszedł i stragarze w nim pogniły, poupadały, mury się porysowały, znacznej potrzebują renowacji. Bezpieczeństwa sądów żadnego nie masz, ponieważ ludzi alias pachołków na to ordynowanych nie znajduje się, i lubo antiquitus ruskie wsie też warty odprawiały należące do starostwa bieckiego, ale teraz są rachowane na intratę starościńską, dla tego N. Rzeczpospolita i JKM deklaruje obmyślić sequritatem sądów i całego powiatu...„
Szczegółowy opis grodu zachował się z 1777. Jak wynika z tego opisu, przy wjeździe była brama kryta gontem. Po prawej stronie bramy znajdowała się kordygarnia z izbą oraz oficyny z kuchnią i dwiema izbami. Po lewej natomiast mieścił się budynek mieszkalny dla woźnego. Naprzeciwko bramy był pałac, do którego wchodziło się schodami do sieni. Znajdowały się tam dwa skarbce, 3 pokoiki, drewniana sala, pod którą była stajnia oraz wielka, murowana sala.
Gród stanowił ograniczoną część pałacu. Zlokalizowany był na parterze. Z sieni wchodziło się do sali sądowej, z której było wejście do archiwum zabezpieczonego żelaznymi drzwiami. Pod zamkiem były 4 piwnice, zachowane do dzisiaj. W rogu zamku znajdowała się baszta. Całość była pokryta gontem.
Kolejny opis zamku przedstawił w 1829 Stanisław Jaszowski, wędrujący po miastach Galicji. Według tego dziennikarza, zamek był zaniedbany, opuszczony, zaledwie domyślać się można, że był kiedyś obronny. Baszty zupełnie zniszczone, mury warowne rozsypane w gruzy. Ale wewnątrz starożytne wschody i komnaty nasuwają myśl, że tu niegdyś naradzali się nad obroną ojczyzny w ciężkie zbroje przywdziani rycerze.
Po remoncie w XIX wieku budynek zupełnie zmienił swój wygląd. Był to budynek parterowy z dachem czterospadowym krytym gontem. Długość budynku bez przybudówek wynosiła 32 m, a szerokość 13,7 m. Całkowita długość (razem z przybudówkami) wynosiła 48 m. Na zewnątrz budynek otynkowano i przyozdobiono boniowaniem w partiach nadokiennych i drzwiowych. Od strony południowej, wykorzystując niezabudowany mur obronny, stworzono szeroką na 2m i długą na 13,5m loggię. Dobudowano także dwie przybudówki od strony wschodniej (w miejscu dawnej baszty) i zachodniej.
Budynek ponownie zmienił swój wygląd w latach 80. XX wieku. Dobudowano wtedy piętro, co upodobniło nieco budynek do tego ze XVII-wiecznego sztychu Hogenberga. Dodano także 4 małe okienka dachowe. Od strony zachodniej grodu dobudowana została sala gimnastyczna, co bardzo niekorzystnie wpłynęło na sylwetkę architektoniczną budynku. Konieczne to jednak było do rozwoju szkoły.